# Золотаренки (музиканти)
Золотаре́нки — родина українських музикантів другої половини XIX століття.
- Микита Золотаренко (дати народження і смерті невідомі) — старшина з 1866 року Київського музикантського цеху;
- Павло Петрович Золотаренко (1855 — 15 жовтня 1895, Москва) — скрипаль. Упродовж 1872—1877 років навчався у Київськомц музичному училищі Російського музичного товариства (клас Івана Володольського, Отакара Шевчика). Закінчив Московську консерваторію. Працював у імператорських театрах;
- Петро Петрович Золотаренко (? — 15 [27] жовтня 1898) — диригент і композитор. Автор балету «Кільце кохання». Працював у Великому театрі у Москві;
- Іван Петрович Золотаренко (дати народження і смерті невідомі) — тромбоніст і скрипаль. Упродовж 1874—1875 років навчався у Київському музичному училищі Російського музичного товариства. Працював у Великому театрі у Москві.
- Василь Петрович Золотаренко (дати народження і смерті невідомі) — музикант-інструменталіст;
- Андрій Петрович Золотаренко (дати народження і смерті невідомі) — музикант Театру Корша у Москві. Згодом повернувся до Києва;
- Михайло Петрович Золотаренко (дати народження і смерті невідомі) — скрипаль. Навчався у Київському музичному училищі Російського музичного товариства (клас Отакара Шевчика).